# Maybe Tonight
Maybe Tonight ist ein Pop-Song von Sandra aus dem Jahr 2012.

## Entstehung und Veröffentlichung
Der Song wurde von Jens Gad geschrieben und von Piet Blank, Jaspa Jones (Blank & Jones) und Andy Kaufhold produziert. Er ist im Retro-Stil des 1980er-Synthie-Pops gehalten und markiert Sandras Rückkehr zu ihrem ursprünglichen Stil. Hubert Kah steuerte den Hintergrundgesang bei. Seine Ex-Frau Susanne Sigl nahm die für das Booklet verwendeten Fotos auf.
Die Single erschien am 11. Mai 2012 bei Soundcolours. Zunächst war sie als „Single-Only-Release“ geplant. Im Oktober 2012 erschien der Song jedoch auch auf Sandras Album Stay in Touch, zudem 2016 auf The Very Best of Sandra. Es gibt verschiedene Versionen, die 7"-Single-Version mit 3:05 Minuten, eine 4:55 Minuten lange Extended Version, eine 5:25 Minuten dauernde Dub Version und die 3:05 Minuten lange Instrumental Version.

## Chartplatzierungen
| ChartsChartplatzierungen | Höchstplatzierung | Wochen |
| ------------------------ | ----------------- | ------ |
| Deutschland (GfK)        | 77 (1 Wo.)        | 1      |